# Xylopia paniculata
Xylopia paniculata är en kirimojaväxtart som beskrevs av Arthur Wallis Exell. Xylopia paniculata ingår i släktet Xylopia och familjen kirimojaväxter. Inga underarter finns listade i Catalogue of Life.